# Gianni Corsaro
Gianni Corsaro (eigentlich Giovanni Corsaro; * 29. April 1925 in Catania; † 12. April 2006 ebd.) war ein italienischer Geher.
Bei den Olympischen Spielen 1948 in London wurde er Achter im 10.000-Meter-Gehen, und bei den Olympischen Spielen 1960 in Rom kam er im 20-km-Gehen auf den 26. Platz.
Bei den Mittelmeerspielen 1963 gewann er Bronze im 50-km-Gehen.